# 袴田 (いちき串木野市)
袴田（はかまだ）は、鹿児島県いちき串木野市の町。郵便番号は896-0058。人口は1,195人、世帯数は501世帯（2020年10月1日現在）。

## 地理
いちき串木野市の中部、酔ノ尾川上流域に位置する。町域の北方には上名、東方には生福、南方には照島、西方には住吉町・日出町にそれぞれ接している。
町域の東端を南九州西回り自動車道川内道路（国道3号バイパス）が南北に通り、北端を鹿児島県道39号串木野樋脇線が東西に通る。

### 河川
- 酔ノ尾川

## 歴史
2012年（平成24年）10月9日にいちき串木野市が実施した町名等整理事業により大字上名の字釜牟田・加治屋堀の一部・牧門・袴田の一部・鑪元・西花山・東花山・西高畠・東高畑・菖蒲掛の一部・馬橋・田平・早馬・四反田・田神ノ元・窟ノ下・岩瀬戸・横手・前原・今屋敷・並松・梅木堀・後前原・瀬戸山・東迫畠・西迫畠・十文字の区域よりいちき串木野市の町「袴田」として設置された。

### 町域の変遷
| 変更後       | 変更年             | 変更前           |
| ------------ | ------------------ | ---------------- |
| 袴田（新設） | 2012年（平成24年） | 大字上名（一部） |

## 施設

### 史跡
- 唐船塚[6]

## 人口
以下の表は国勢調査による小地域集計の人口推移である。
| 年                 | 人口  |
| ------------------ | ----- |
| 2015年（平成27年） | 1,301 |
| 2020年（令和2年）  | 1,195 |

## 教育

### 小・中学校の学区
市立小・中学校に通う場合、学区（校区）は以下の通りとなる。
| 町丁 | 地区 | 小学校                       | 中学校                       |
| ---- | ---- | ---------------------------- | ---------------------------- |
| 袴田 | 全域 | いちき串木野市立串木野小学校 | いちき串木野市立串木野中学校 |

## 交通

### 道路
一般国道
- 国道3号（南九州西回り自動車道川内道路）

主要地方道
- 鹿児島県道39号串木野樋脇線